# Stylurus nobilis
Stylurus nobilis är en trollsländeart som beskrevs av Liu och Chao 1990. Stylurus nobilis ingår i släktet Stylurus och familjen flodtrollsländor. Inga underarter finns listade i Catalogue of Life.